# Walter Queijeiro
Walter Mario Queijeiro (Quilmes, 22 de diciembre de 1974) es un periodista deportivo y político argentino.

## Trayectoria
Cursó los estudios primarios de la escuela 83 Don Pedro de Mendoza, de Quilmes Oeste, y los secundarios en la EEM 1 Joaquín V. González de Don Bosco
En 1994, comenzó la carrera de periodismo deportivo en la Escuela Superior de Ciencias Deportivas dirigida por Marcelo Araujo y Fernando Niembro. 
En 1996, mientras cursaba el tercer año, ingresó a Torneos y Competencias S.A. (TyC) para desempeñarse en El deportivo, de Telefe.
En 1997, comenzó a conducir Fox Sports Noticias y, desde 1999 hasta 2020, se dedicó a la cobertura del taekwondo, kickboxing y artes marciales mixtas en el canal pago Fox Sports. 
Ha sido uno de los movileros en las canchas argentinas en el programa "Misión Fútbol" del Pato Galván que iba por el canal América 2. 
En 2005, Queijeiro comenzó a conducir Fútbol para todos junto a Germán Paoloski, Fernando Carlos y Sebastián Vignolo. 
En 2007, fue enviado a Venezuela para cubrir la Copa América y comenzó a formar parte del programa Antes del mediodía, de Telefe, conducido por Verónica Lozano y Leonardo Montero.
En 2010, integró el equipo de Telefe para cubrir el mundial y fue enviado a Sudáfrica para cubrir los móviles, desde donde también transmitía para Antes del mediodía.
Integró Antes del mediodía (Telefe) y Fútbol para todos en (Fox Sports).
En 2011, participó como panelista invitado en GH 2011 y condujo por el Canal A24 el programa "Argentinos al Volante", dedicado a difundir la responsabilidad vial, el cual estuvo ternado a los Premios Martín Fierro, y premios Tato.
Además de su actividad en los medios de comunicación, es uno de los difusores de la filosofía de Robert Kiyosaki, siendo su presentador oficial en la conferencia que brindó el hawaiano, en su gira por Buenos Aires en 2009.
El 1 de diciembre de 2011 presentó su libro Aprende a ser rico dedicado a las finanzas personales, y basado en la filosofía de Padre Rico aplicada en Sudamérica. El libro tiene como coautor a Cristian Abratte y fue editado por Hojas del Sur.
En 2015 fue candidato a intendente de Quilmes por la alianza Unidos por una Nueva Alternativa.

## Mundiales
Como enviado especial ha cubierto los mundiales de 
- Francia 1998.
- Corea-Japón 2002.
- Alemania 2006.
- Sudáfrica 2010.
- Brasil 2014.
- Rusia 2018.

## Televisión
| Año             | Programa                    | Rol                        | Notas          |
| --------------- | --------------------------- | -------------------------- | -------------- |
| 2005–2013       | Fútbol para todos           | Conductor                  |                |
| 2008–2015       | AM, antes del mediodía      | Panelista                  |                |
| 2010–2011       | Gran Hermano 2011           | Panelista en el Debate     |                |
| 2015, 2020–2022 | Bendita                     | Panelista                  |                |
| 2022            | El hotel de los famosos     | Participante               | 3.er finalista |
| 2023            | Los desconocidos de siempre | Locutor                    |                |
| 2023            | El Hotel de los Famosos 2   | Host digital / Huésped VIP |                |